# Banyu Urip (Ngawi)
Banyu Urip is een bestuurslaag in het regentschap Ngawi van de provincie Oost-Java, Indonesië. Banyu Urip telt 1688 inwoners (volkstelling 2010).